# ベンジャミン・ブースビー

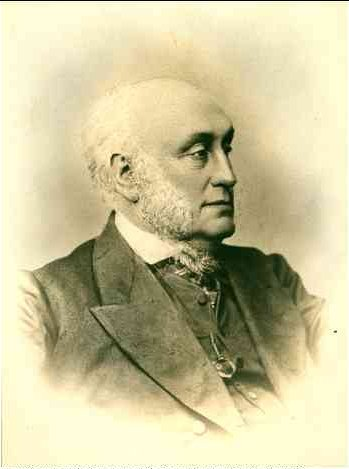
ベンジャミン・ブースビー判事、1860年。

ベンジャミン・ブースビー（Benjamin Boothby、1803年2月5日 - 1868年6月21日）は、不適切な振る舞いによってその任を解かれた南オーストラリア植民地の判事で、19世紀にオーストラリアの各植民地の最高裁判所判事の任を解かれた4人のうちのひとり。
ブースビーは、ヨークシャー州ドンカスターに生まれた。サー・トーマス・ワイルドの選挙運動を支援し、彼の下で学んだ。1825年に、グレイ法曹院で法曹資格を得た。
1853年、ブースビーは南オーストラリア最高裁判所の判事に任じられた。これは、植民地省による南オーストラリアの判事任命の最後の例であった。
ブースビーは、一連の判決において、帝国法への学術的なプローチを採り、数多くの南オーストラリアの法令を無効としたが、その中には南オーストラリアの土地登記にトレンスシステムを導入するとした1857年の不動産法 (the Real Property Act 1857) も含まれていた。ブースビーは、また、南オーストラリア議会が、そもそもの憲法 (the Constitution Act 1855–56) の制定からして有効に構成されていない、と断じた。
1865年、こうしたブースビーのアプローチも一因となって、帝国議会は植民地法有効化法を成立させて、植民地議会に帝国議会と異なる法令を成立させる権限があることを確認した。しかし、ブースビーは、その後も様々な困難を引き起こし続け、法務長官の権限を認めることを拒み、最高裁判所への2人の判事の新たな任命について、イギリスで（オーストラリアにおいてではなく、イングランドないしアイルランドで）訓練された者だけが適任だとしてその適法性に挑戦した。
やがてブースビーに対し、不適切な振る舞いを理由に解任する手続きが始まった。彼に対する告発は妥当とされ、判事の職は1867年7月29日に解かれた。この決定に対し、ブースビーは、正式な手続きとして枢密院に上訴したが、上訴審が開かれる前に死去した。

## 関連文献
- Mennell, Philip [in 英語] (1892). "Boothby, His Honour Benjamin" . The Dictionary of Australasian Biography (英語). London: Hutchinson & Co. ウィキソースより。
- P. A. Howell, The Boothby Case. Unpublished M. A. Thesis, University of Tasmania, 1965.
- R. M. Hague, Hague's History of the Law in South Australia 1837–1867 (Adelaide, 2005)
- Alex C. Castles, 'Boothby, Benjamin (18031868)', Australian Dictionary of Biography, Volume 3, Melbourne University Press, 1969, pp 194–196.
- MacDonnell, Sir Richard Graves (1862). Correspondence Between the Governor of South Australia and the Secretary of State, Relative to Mr. Justice Boothby. G. E. Eyre and W. Spottiswoode